# Tore Lundborg (läkare)
Tore Lennart Lundborg, född den 19 januari 1918 i Kristianstad, död den 13 juli 2009 i Stocksund, Danderyds församling, Stockholms län, var en svensk läkare.
Lundborg avlade medicine licentiatexamen i Stockholm 1943 och promoverades till medicine doktor 1952. Han innehade olika läkareförordnanden 1943–1949 och var tillförordnad förste underläkare och förste underläkare vid öronkliniken på Karolinska sjukhuset 1949–1955. Lundborg blev docent i öron-, näs- och halssjukdomar vid Karolinska institutet 1955. Han var skolöronläkare i Stockholm 1955–1963, audiolog vid Södersjukhuset 1955–1959 och överläkare vid audiologiska avdelningen på Södersjukhuset från 1960 till sin pensionering. Lundborg tilldelades professors namn 1989. Han publicerade skrifter i audiologi och otologi. Lundborg vilar på Danderyds kyrkogård.